# Brenda Lawrence

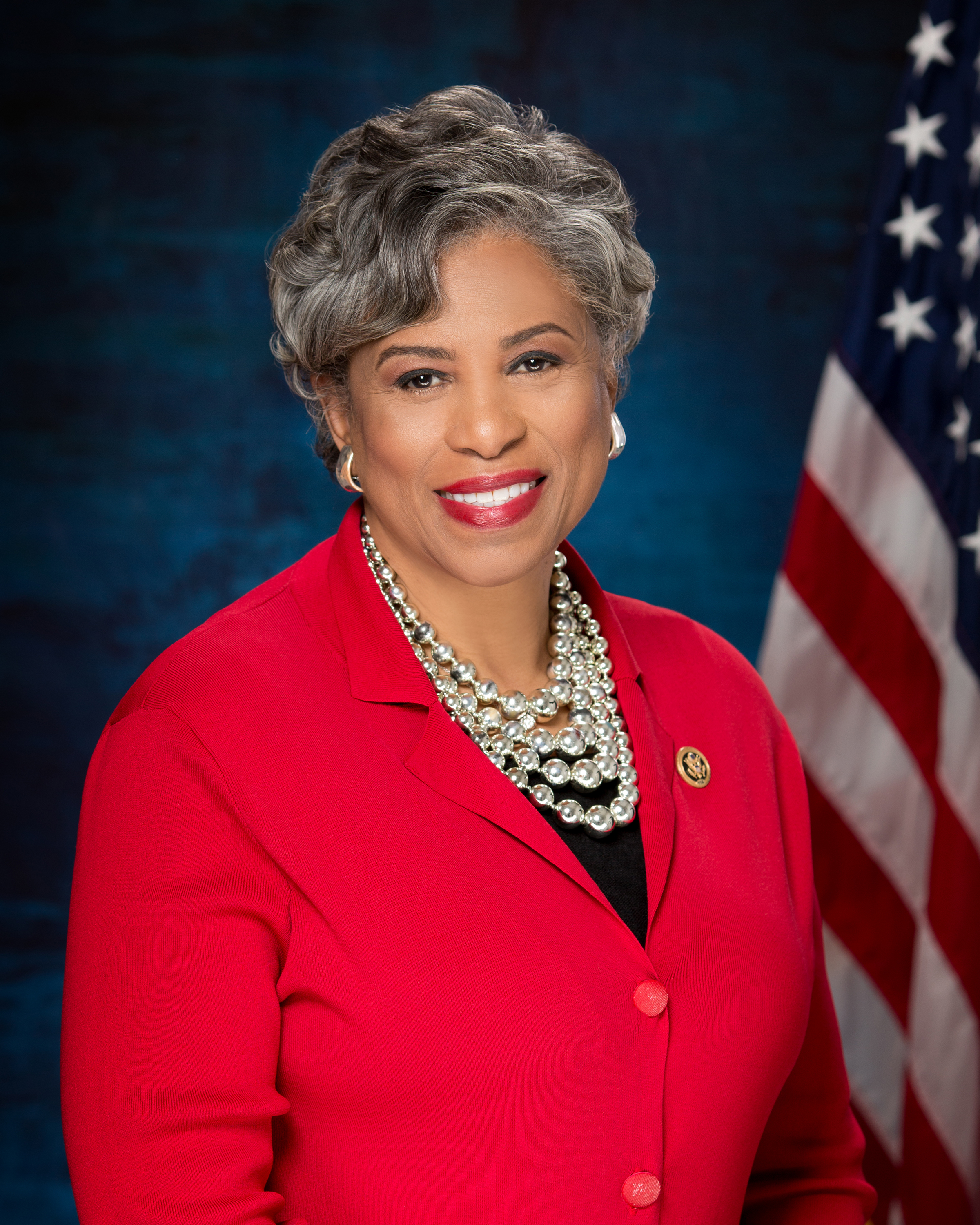
Brenda Lawrence (2018)

Brenda Lulenar Lawrence (* 18. Oktober 1954 in Detroit, Michigan) ist eine US-amerikanische Politikerin der Demokratischen Partei. Von 2015 bis 2023 vertrat sie den 14. Distrikt des Bundesstaats Michigan im US-Repräsentantenhaus.

## Werdegang
Brenda Lawrence besuchte die Pershing High School in Detroit. Danach studierte sie an der University of Detroit und der Central Michigan University. Anschließend arbeitete sie als Managerin beim United States Postal Service. Politisch schloss sie sich der Demokratischen Partei an. Von 1992 bis 1996 gehörte sie dem Bildungsausschuss der Gemeinde Southfield an. Anschließend war sie von 1997 bis 2001 Mitglied im dortigen Gemeinderat. Ab 2001 bis 2014 war sie Bürgermeisterin des Ortes. Im Jahr 2008 kandidierte sie erfolglos für das Amt des Bezirksrats (County Executive) im Oakland County; 2010 scheiterte eine Kandidatur für den Posten des Vizegouverneurs von Michigan.
Bei den Kongresswahlen des Jahres 2014 wurde Lawrence im 14. Wahlbezirk von Michigan in das US-Repräsentantenhaus in Washington, D.C. gewählt, wo sie am 3. Januar 2015 die Nachfolge von Gary Peters antrat, der in den US-Senat wechselte. Sie gewann mit 78 zu 20 Prozent der Stimmen gegen die Republikanerin Christina Barr. Sie wurde in den Jahren 2016 bis 2020 dreimal, mit jeweils deutlich über 75 %, im Amt bestätigt. Am 3. Januar 2023 schied sie aus dem Repräsentantenhaus aus.
Brenda Lawrence ist verheiratet mit McArthur Lawrence, das Paar hat zwei gemeinsame Kinder.

## Ausschüsse
Lawrence war zuletzt Mitglied in folgenden Ausschüssen des Repräsentantenhauses:
- Committee on Appropriations
  - Commerce, Justice, Science, and Related Agencies
  - Financial Services and General Government
  - Labor, Health and Human Services, Education, and Related Agencies
- Committee on Oversight and Reform
  - Government Operations

Außerdem war sie Mitglied in der New Democrat Coalition und dem Congressional Black Caucus sowie in über 20 weiteren Caucuses.